# Psykologiska sällskapet i Finland
Psykologiska sällskapet i Finland (finska: Suomen psykologinen seura) är en finländsk psykologisk förening. 
Psykologiska sällskapet, som har sitt säte i Helsingfors, grundades 1952 och har sektioner för kognitiv psykologi, utvecklingspsykologi, hälsopsykologi, psykologins historia, neurovetenskaplig beteendeforskning, socialpsykologi och temasektioner för speciella ändamål. Det utger två tidskrifter, Psykologia (Finlands enda vetenskapliga tidskrift i allmän psykologi) och Acta Psychologica Fennica. Sällskapet har dessutom representanter i redaktionerna för Scandinavian Journal of Psychology och International Journal of Psychology. Sällskapet är anslutet till Vetenskapliga samfundens delegation.